# Stolnica sv. Martina, Ourense
Stolnica sv. Martina Ourense (Catedral de Ourense ali Catedral do San Martiño) je rimskokatoliška cerkev v Ourenseju na severozahodu Španije. Posvečeno sv. Martinu, ustanovljena leta 550. Prvo zgradbo je obnovil Alonso el Casto. Sedanja pretežno gotska stavba je bila postavljena s podporo škofa Lorenza leta 1220. Njena lokalna zavetnica je sveta Evfemija. Obstaja posrebreno relikviarij in drugi svetega Fakunda in svetega Primitiva. Kristusovo kapelo (Capilla del Cristo Crucificado) je leta 1567 dodal škof San Francisco Triccio. Vsebuje podobo Kristusa, ki so jo leta 1330 prinesli iz majhne cerkve na rtu Finisterre. Kapelo Janeza Krstnika (Capilla de San Juan Bautista) je leta 1468 ustvaril Conde de Benavente. Portal z Vrati raja je izklesan in obogaten s figurami angelov in svetnikov, križni hodnik pa je leta 1204 postavil škof Ederonio. Capilla de la Maria Madre je bila obnovljena leta 1722 in je povezana s križnim hodnikom s stolnico. Osem kanonikov se je imenovalo Cardenales, tako kot v stolnici Santiago de Compostela, in samo oni so opravljali službe pred oltarjem; ta običaj je papež Inocenc III. leta 1209. priznal kot »od nekdaj«. Stolnica, ki je doživela impresiven prehod arhitekturnih slogov od romanike, gotike, renesanse, baroka in neoklasike, je bila zgrajena v tlorisu latinskega križa. To je funkcionalna bazilika od leta 1887. V stolnici je razpelo, ki ga zelo spoštujejo po vsej Galiciji.

## Zgodovina
Zdi se, da je bila najstarejša cerkev v Ourenseju cerkev posvečena Santa María la Madre. Leta 550 je svebski kralj Hararic na mestu današnje stolnice škofije Auriense, zgradil drugo cerkev, posvečeno sv. Martinu iz Toursa. To je bil tudi čas, ko je bil nasproti stolnice čez reko zgrajen ločni most Ponte Vella, ki je olajšal dostop do termalnih vrelcev. Mavri in severnjaki, ki so vdrli v mesto, so v stoletjih stolnico večkrat uničili. Današnja stavba je bila zgrajena kot romanska cerkev v 12. in 13. stoletju. Gradnjo je podprl škof Lorenzo, ki je zgradil tudi nov most in škofijsko palačo.
Gotski dodatki so sledili vse do začetka 16. stoletja. O gradnji stavbe je malo zgodovinske dokumentacije, vendar obstaja jasen zapis, ki omenja posvetitev velikega oltarja leta 1188.
Stolnica je bila junija 1931 razvrščena kot nacionalni spomenik. Od leta 1887 je uradno označena za baziliko.

## Arhitektura
Tloris stolnice ima obliko latinskega križa, glavno ladjo obdajajo nekoliko nižje stranske ladje. V dolžino meri 84 m in v prečnem prerezu 43 m. Leta 1505 je Rodrigo de Badajoz dokončal osmerokotni gotski stolp s tremi stopnjami oken se dviga nad točko, kjer transept prečka ladjo. Nekdanja apsida je bila pozneje spremenjena v ambulatorij, obrobljen z vrsto kapelic, vključno s kapelo sv. Janeza iz 15. stoletja (Capilla de San Juan) in kapelo Capilla de las Nieves iz 16. stoletja. Ko so v 20. stoletju porušili župnišče, so korne klopi preselili v telo cerkve in v Kristusovo kapelo.
Severna vrata (Portada Norte), sprva romanskega oblikovanja, imajo različne gotske dodatke. Timpanon je okronan s križem, kjer Marija drži Kristusovo telo. Drugi okraski so aluzija na čudež svetega Martina, ki je upodobljen, kako raztrga svoj plašč na dva dela in na podobo apostola Jakoba (v španščini znan kot Santiago). Kupoli na obeh straneh vhoda so nedvomno posledica potrebe po zaščiti vrat, ki jih je leta 1471 uničil Rodrigo Alonso Pimentel.
Desno od južnih vrat (Portada Sur), ki jih krasijo lepi okraski, je stolp z uro iz 16. stoletja. Južna fasada je bila sprva simetrična z dvema obrambnima stolpoma, zdaj pa stolp z uro izgleda manj impozanten. Vzhodni zatrep obdajata nedokončan stolp sv. Martina iz 16. stoletja in 40 metrov visok zvonik, ki so ga obnovili konec 19. stoletja, saj ga je poškodoval potres, ki je leta 1755 prizadel Lizbono. Rozeta iz 16. stoletja je še vedno vidna.

## Notranjost
Gotski vpliv je jasno viden v ladji z okrasnimi loki in obokanim stropom. Popravila in dodatki so pripeljali tudi do okraskov v renesančnem in baročnem slogu v kapelah. Glavni oltarni, del stolnice v razposajenem gotskem slogu, naj bi bil delo Cornielles de Holanda s petimi navpičnimi ploščami, vsaka razdeljena na vodoravne predelke. Martin iz Toursa je na osrednji plošči upodobljen kot zavetnik stolnice, na drugih ploščah pa so prizori iz življenja Jezusa in Marije. Na obeh straneh glavnega oltarja sta še dva oltarja, ki predstavljata mučene svetnike v Ourenseju: Facundus in Primitivus in Euphemia.
Kristusova kapela (La capilla del Santo Cristo), desno od severnih vrat, je prvotno predstavljala Kristusovo podobo in ne današnji oltar, ki nosi Gospo stebra. Kapela dolguje svoj izvor škofu Vascu Pérezu Mariñu, ki je želel biti pokopan čim bližje Kristusovi podobi. Kapela je okrašena v baročnem slogu z renesančnim zaslonom Juana Bautiste Celme in nadstreškom Dominga de Andradeja, drugi okraski pa so delo Francisca de Castra Canseca. Renesančne korne klopi, ki so nekoč stale v stolnici, sta izdelala Diego de Solís in Juan de Angers. Kapela vsebuje tudi številne druge daritve, vključno s slikami iz 18. stoletja s prizori Kristusovega življenja in Večerjo v Emavsu. 
Portik z Rajem iz 13. stoletja (Pórtico del Paraíso) so zgradili učenci mojstra Matea, ki je najbolj znan po svojem delu Pórtico de la Gloria v stolnici v Santiago de Compostela. Njegove tri loke podpirajo vitki stebri z osrednjim paličevjem. Apostol sveti Jakob ima meč, ki spominja na njegovo domnevno čudežno udeležbo v legendarni bitki za Clavijo. Originalna figura iz 13. stoletja je bila zamenjana v 19. stoletju. Kip Device tolažnice (Virgen del Consuelo) s Kristusovim telesom, ki je na vrhu stene, je bil dodan tudi v 19. stoletju. Drugi okraski so Kristus, ki ga je skušal hudič, medaljon Boga Očeta in tabernakelj, ki prikazuje svetega Martina, ki trga ogrinjalo. Arhivolti osrednjega loka nosijo figure 24 starešin iz knjige Razodetje. Sami stebri so izklesani z apostoli in preroki, medtem ko kapiteli predstavljajo različne figure, vključno s Kristusovimi skušnjavami v puščavi, kentavri, ki se borijo proti morskim deklicam, zmajem in harpijam z zastrašujočimi obrazi, ki naj bi prinesli kugo. Živahno obarvane figure pilastra so bile obnovljene v 18. stoletju po prvotnih romanskih barvah. Dve baročni stranski kapeli vsebujeta oltarno podobo Doječe Marije (Madona lactans) Castra Canseca in upodobitev sv. Frančiška Blanca, misijonarja in mučenca iz Ourenseja, ki je bil leta 1597 križan na Japonskem.

## Grobnice
Stolnica je bila pokopališče več posameznikov od 13. do 15. stoletja v kapelah razvijajočega se gotskega oblikovanja. Grobnica škofa Vasca Péreza Mariña (umrl 1342) je v severnem transeptu; škof Lorenzo (umrl sredi 12. stoletja) je pokopan v ladji; Don Alonso González del Padrón je pokopan ob kapeli sv. Luke; grob infantinje, ki je bila morda kastiljska princesa, je poleg Capilla de las Nieves; na steni ladje sta pokopana tudi dva škofa, med njimi tudi škof Quevedo.

## Muzej
Do muzeja stolnice se pride skozi romanska vrata, ki vodijo do gotskega križnega hodnika, znanega kot Claustra Nova. Med artefakti so El Incunable de Monterrey, prva knjiga, objavljena v Galiciji leta 1494, procesijski križ Enriquea de Arfeja, Limogenski emajl iz 13. stoletja iz Limogesa, tako imenovani zaklad San Rosendo in najstarejši krščanski nagrobnik v Galiciji iz Baños de Bande.